# Lucía Rodríguez-Noriega Guillén
Lucía Rodríguez-Noriega Guillén (Infiesto, Asturias) es una especialista y profesora de filología griega en la Universidad de Oviedo desde el año 1995.

## Investigación y traducción
Su actividad investigadora se centra en el estudio de la comedia antigua, incluyendo los autores dorios de Sicilia (especialmente, Epicarmo de Siracusa), así como en la literatura griega de los s. II-III (Ateneo de Náucratis, Claudio Eliano y Alejandro de Afrodisias); además, se dedica a cuestiones filológicas y lingüísticas.
En 2019 fue nombrada catedrática de la universidad de Oviedo.
También es destacable su traducción de los trece primeros libros del Banquete de los eruditos de Ateneo de Náucratis.

## Premios
Obtuvo el Premio Nacional de Traducción en 1999, otorgado por el Ministerio de Cultura de España.

## Obras publicadas

### Libros
- Epicarmo de Siracusa. Testimonios y fragmentos. Edición crítica bilingüe, Universidad de Oviedo, 1996 (ISBN 84-7468-935-X) [Reseña en la BMCR].
- Ateneo de Náucratis. Banquete de los eruditos I-II, trad., introducción y notas, Madrid, ed. Gredos, 1998 (ISBN 978-84-249-1978-8. Tomo I).
- Ateneo de Náucratis. Banquete de los eruditos III-V, trad. y notas, Madrid, ed. Gredos, 1998 (ISBN 978-84-249-1981-8. Tomo II).
- Ateneo de Náucratis. Banquete de los eruditos VI-VII, nota de actualización, trad. y notas, Madrid, ed. Gredos, 2006 (ISBN 978-84-249-2845-2. Tomo III).
- Ateneo de Náucratis. Banquete de los eruditos VIII-X, trad. y notas, Madrid, ed. Gredos, 2006 (ISBN 978-84-249-2847-6. Tomo IV).
- Claudius Aelianus. De natura animalium, ed. by M. García Valdés, L. A. Llera Fueyo, L. Rodríguez-Noriega Guillén, Bibliotheca scriptorum Graecorum et Romanorum Teubneriana, Berlín 2009.
- Ateneo de Náucratis. Banquete de los eruditos XI-XIII, trad. y notas, Madrid, ed. Gredos, 2014. (ISBN 978-84-249-2892-6. Tomo V).
- Ateneo de Náucratis. Banquete de los eruditos XIV-XV, trad. y notas, Madrid, ed. Gredos, en preparación. (Tomo VI).

### Artículos en revistas especializadas
- "Heracles, los pigmeos y los escarabajos del Etna: en torno a Epicarmo 76 Kai./41 Ol.", Habis 25 (1994): 71-76.
- "El drama triakádes de Epicarmo: una nueva propuesta de interpretación", Minerva 9 (1995): 43-48.
- "Dos nuevos fragmentos epicarmeos de transmisión indirecta", Minerva 9 (1995): 49-51.
- "La traducción del Banquete de los eruditos de Ateneo de Náucratis", Vasos comunicantes 18 (2000-2001): 112-118.
- "La edición de Epicarmo de H. L. Ahrens: algunos aciertos desatendidos", Museum Philologum Londiniense X.
- "Una posible identificación del onélaphos (Ath. V 200 F = Calix. FGrH 627 fr. 2, p. 173,13)", Studia Philologica Valentina 6 (2002-2003) 133-38.
- "Aelian and Atticism. Critical notes on the text of De Natura Animalium", CQ 55 (2005): 455-462.
- "Intentando socavar una falsa creencia: la identidad del Ave de Atenea", Studium 12 (2006): 103-111.
- "Aportaciones críticas al libro I del De Natura animalium de C. Eliano (I)", Exemplaria Classica 11 (2007): 113-131.

### Caps. de libros
- "Ateneo de Náucratis" (introducción, edición, traducción y comentario de los textos correspondientes), en MANGAS, J.-PLáCIDO, E. (eds.) Testimonia Hispaniae Antiqua II B. La península ibérica prerromana de éforo a Eustacio, Madrid, ed. Complutense, 1999, p. 842-856 (ISBN 1138-9419).
- "Are the fifteen Books of the Deipnosophists an Excerpt?", en BRAUND, D. - WILKINS J. (eds.) Athenaeus and his world: reading Greek culture in the Roman empire, University of Exeter Press, 2000, p. 244-255 (ISBN 0 85989 661 7).
- "La reconstrucción del comienzo del Banquete de los eruditos a la luz de Ateneo V 186 E", en J.-Mª Nieto Ibáñez (coord.) Lógos Hellenikós. Homenaje al Profesor Gaspar Morocho Gayo, v. I, León, Universidad, 2003, 395-403.
- "La lengua del De Natura Animalium de Claudio Eliano: apuntes críticos", en A. Sánchez-Ostiz, J. B. Torres Guerra, R. Martínez (eds.) De Grecia a Roma y de Roma a Grecia, un camino de ida y vuelta, Pamplona 2007, 269-282.
- "Epikharmos of Surakousai", en P. T. Keyser-G. L. Irby-Massie, The Encyclopedia of Ancient Natural Scientists. The Greek Tradition and its Many Heirs, London-New York, 2008, 291-292.

### En actas de congresos
- "Algunas notas sobre los adjetivos compuestos en Epicarmo", Homenatge a Josep Alsina. Actes del Xé Simposi de la secció catalana de la SEEC (Tarragona, 28-30 / 11 / 1990) I, Tarragona, 1992, p. 103-109.
  - "La parodia en Epicarmo de Siracusa", Actas del VIII Congreso Español de Estudios Clásicos (Madrid, 23-28 / 9 / 1991) II, Madrid, 1994, p. 384-390.
- "Epicarmo en Plutarco", Estudios sobre Plutarco: Ideas Religiosas, Actas del III Symposion Internacional sobre Plutarco (Oviedo 30-4 al 2-5/ 1992), Madrid, 1994, p. 659-669.